# 24 uur van Daytona 1990
De 24 uur van Daytona 1990 was de 28e editie van deze endurancerace. De race werd verreden op 3 en 4 februari 1990 op de Daytona International Speedway nabij Daytona Beach, Florida.
De race werd gewonnen door de Castrol Jaguar Racing #61 van Davy Jones, Jan Lammers en Andy Wallace. Voor Lammers was het zijn tweede Daytona-zege, terwijl Jones en Wallace hun eerste overwinning behaalden. De GTO-klasse werd gewonnen door de Tru-Cur/Roush Racing #15 van Robby Gordon, Calvin Fish en Lyn St. James. De Lights-klasse werd gewonnen door de Erie Scientific Racing #36 van John Grooms, Michael Greenfield en Frank Jellinek. De GTU-klasse werd gewonnen door de Peter Uria Racing #71 van Peter Uria, Bob Dotson, Jim Pace en Rusty Scott.

## Race
Winnaars in hun klasse zijn vetgedrukt.
| Pos. | Klasse | No. | Team                         | Coureurs                                                                 | Chassis                         | Banden | Ronden |
| Pos. | Klasse | No. | Team                         | Coureurs                                                                 | Motor                           | Banden | Ronden |
| ---- | ------ | --- | ---------------------------- | ------------------------------------------------------------------------ | ------------------------------- | ------ | ------ |
| 1    | GTP    | 61  | Castrol Jaguar Racing        | Davy Jones Jan Lammers Andy Wallace                                      | Jaguar XJR-12                   | G      | 761    |
| 1    | GTP    | 61  | Castrol Jaguar Racing        | Davy Jones Jan Lammers Andy Wallace                                      | Jaguar 6.0L V12                 | G      | 761    |
| 2    | GTP    | 60  | Castrol Jaguar Racing        | Price Cobb John Nielsen Martin Brundle                                   | Jaguar XJR-12                   | G      | 757    |
| 2    | GTP    | 60  | Castrol Jaguar Racing        | Price Cobb John Nielsen Martin Brundle                                   | Jaguar 6.0L V12                 | G      | 757    |
| 3    | GTP    | 86  | Texaco Havoline              | Bob Wollek Sarel van der Merwe Dominic Dobson                            | Porsche 962                     | G      | 755    |
| 3    | GTP    | 86  | Texaco Havoline              | Bob Wollek Sarel van der Merwe Dominic Dobson                            | Porsche 3.0L Flat 6 Twin Turbo  | G      | 755    |
| 4    | GTP    | 2   | Alucraft/Shapiro Motorsports | Hans-Joachim Stuck Hurley Haywood Harald Grohs René Herzog               | Porsche 962                     | G      | 704    |
| 4    | GTP    | 2   | Alucraft/Shapiro Motorsports | Hans-Joachim Stuck Hurley Haywood Harald Grohs René Herzog               | Porsche 3.0L Flat 6 Turbo       | G      | 704    |
| 5    | GTO    | 15  | Tru-Cur/Roush Racing         | Robby Gordon Calvin Fish Lyn St. James                                   | Mercury Cougar XR-7             | G      | 689    |
| 5    | GTO    | 15  | Tru-Cur/Roush Racing         | Robby Gordon Calvin Fish Lyn St. James                                   | Ford 6.0L V8                    | G      | 689    |
| 6    | GTP    | 10  | Wynn’s                       | Jim Adams John Hotchkis John Hotchkis jr.                                | Porsche 962                     | G      | 688    |
| 6    | GTP    | 10  | Wynn’s                       | Jim Adams John Hotchkis John Hotchkis jr.                                | Porsche 3.0L Flat 6 Turbo       | G      | 688    |
| 7    | GTO    | 63  | Downing/Atlanta Racing       | Amos Johnson John O'Steen Jim Downing Pete Halsmer                       | Mazda RX-7                      | G      | 671    |
| 7    | GTO    | 63  | Downing/Atlanta Racing       | Amos Johnson John O'Steen Jim Downing Pete Halsmer                       | Mazda 4R 2.1L Rotary            | G      | 671    |
| DNF  | GTO    | 11  | Tru-Cur/Roush Racing         | Dorsey Schroeder Max Jones Robert Lappalainen Scott Pruett               | Mercury Cougar XR-7             | G      | 653    |
| DNF  | GTO    | 11  | Tru-Cur/Roush Racing         | Dorsey Schroeder Max Jones Robert Lappalainen Scott Pruett               | Ford 6.0L V8                    | G      | 653    |
| 9    | Lights | 36  | Erie Scientific Racing       | John Grooms Michael Greenfield Frank Jellinek                            | Argo JM16                       | G      | 642    |
| 9    | Lights | 36  | Erie Scientific Racing       | John Grooms Michael Greenfield Frank Jellinek                            | Mazda 13B Racing 2R 1.3L Rotary | G      | 642    |
| 10   | GTO    | 90  | Escott Capri                 | Jim Stevens Bob Schneider Jim Jaeger Robert Lappalainen                  | Mercury Capri                   | G      | 634    |
| 10   | GTO    | 90  | Escott Capri                 | Jim Stevens Bob Schneider Jim Jaeger Robert Lappalainen                  | Ford 6.0L V8                    | G      | 634    |
| 11   | GTO    | 74  | 74 Hunting Ranch             | Paul Dallenbach George Robinson Johnny Unser Wally Dallenbach jr.        | Ford Mustang                    | G      | 621    |
| 11   | GTO    | 74  | 74 Hunting Ranch             | Paul Dallenbach George Robinson Johnny Unser Wally Dallenbach jr.        | Ford 6.0L V8                    | G      | 621    |
| 12   | GTU    | 71  | Peter Uria Racing            | Peter Uria Bob Dotson Jim Pace Rusty Scott                               | Mazda RX-7                      | G      | 620    |
| 12   | GTU    | 71  | Peter Uria Racing            | Peter Uria Bob Dotson Jim Pace Rusty Scott                               | Mazda 1.3L Rotary               | G      | 620    |
| 13   | Lights | 55  | Fuji Film                    | David Rocha Les Delano Andy Petery Oscar Manautou Craig Carter           | Spice SE86CL                    | F      | 609    |
| 13   | Lights | 55  | Fuji Film                    | David Rocha Les Delano Andy Petery Oscar Manautou Craig Carter           | Pontiac 3.0L I4                 | F      | 609    |
| 14   | GTU    | 26  | Border Cantina               | Chris Craft Tommy Johnson Alex Job Buz McCall                            | Porsche 911                     | G      | 605    |
| 14   | GTU    | 26  | Border Cantina               | Chris Craft Tommy Johnson Alex Job Buz McCall                            | Porsche 3.2L Flat 6             | G      | 605    |
| 15   | GTU    | 82  | Wendy's Racing Team          | Dick Greer Colin Trueman Mike Mees                                       | Mazda RX-7                      | Y      | 585    |
| 15   | GTU    | 82  | Wendy's Racing Team          | Dick Greer Colin Trueman Mike Mees                                       | Mazda 1.3L Rotary               | Y      | 585    |
| 16   | GTU    | 38  | Mazda Motorsports            | Roger Mandeville Kelly Marsh John Finger Lance Stewart John Hogdal       | Mazda MX-6                      | Y      | 577    |
| 16   | GTU    | 38  | Mazda Motorsports            | Roger Mandeville Kelly Marsh John Finger Lance Stewart John Hogdal       | Mazda 13B 1.3L Rotary           | Y      | 577    |
| 17   | Lights | 4   | S&L Racing                   | Scott Schubot Tomas Lopez Linda Ludemann                                 | Spice SE88P                     | G      | 544    |
| 17   | Lights | 4   | S&L Racing                   | Scott Schubot Tomas Lopez Linda Ludemann                                 | Buick 3.0L V6                   | G      | 544    |
| 18   | GTO    | 87  | Puleo & Williams Racing      | Anthony Puleo Mark Kennedy Jerry Walsh Kent Painter                      | Chevrolet Camaro                | G      | 531    |
| 18   | GTO    | 87  | Puleo & Williams Racing      | Anthony Puleo Mark Kennedy Jerry Walsh Kent Painter                      | Chevrolet 5.7L V8               | G      | 531    |
| 19   | Lights | 12  | Carlos Bobeda Racing         | Ron McKay Kaming Ko Tom Hunter jr. Marlo Magana                          | Tiga GT287                      | G      | 503    |
| 19   | Lights | 12  | Carlos Bobeda Racing         | Ron McKay Kaming Ko Tom Hunter jr. Marlo Magana                          | Chevrolet 3.0L V6               | G      | 503    |
| 20   | Lights | 47  | Bezema Buick                 | Steve Johnson Gary Pierce                                                | Argo JM16                       | G      | 498    |
| 20   | Lights | 47  | Bezema Buick                 | Steve Johnson Gary Pierce                                                | Buick 3.0L V6                   | G      | 498    |
| DNF  | GTU    | 43  | JVR Engineering, Inc.        | Don Wallace Bob Young Brad Hoyt Joe Varde                                | Pontiac Fiero                   | F      | 469    |
| DNF  | GTU    | 43  | JVR Engineering, Inc.        | Don Wallace Bob Young Brad Hoyt Joe Varde                                | Pontiac 3.0L I4                 | F      | 469    |
| DNF  | Lights | 9   | Essex Racing                 | Ferdinand de Lesseps Jay Cochran John Morrison                           | Spice SE88P                     | G      | 443    |
| DNF  | Lights | 9   | Essex Racing                 | Ferdinand de Lesseps Jay Cochran John Morrison                           | Buick 3.0L V6                   | G      | 443    |
| DNF  | Lights | 8   | Essex Racing                 | Charles Morgan Hendrik ten Cate Tom Hessert jr.                          | Spice SE88P                     | G      | 440    |
| DNF  | Lights | 8   | Essex Racing                 | Charles Morgan Hendrik ten Cate Tom Hessert jr.                          | Buick 3.0L V6                   | G      | 440    |
| 24   | Lights | 97  | Whitehall Motorsports        | John Heinricy Tim Beverly Andy Swett Tommy Morrison                      | Spice SE88P                     | G      | 409    |
| 24   | Lights | 97  | Whitehall Motorsports        | John Heinricy Tim Beverly Andy Swett Tommy Morrison                      | Pontiac 3.0L I4                 | G      | 409    |
| 25   | GTP    | 67  | BFG/Miller High Life         | Kevin Cogan John Paul jr. Mauro Baldi                                    | Nissan GTP ZX-Turbo             | BF     | 397    |
| 25   | GTP    | 67  | BFG/Miller High Life         | Kevin Cogan John Paul jr. Mauro Baldi                                    | Nissan 3.0L V6 Turbo            | BF     | 397    |
| 26   | GTO    | 04  | Spirit of Brandon            | Henry Brosnaham Robert McElheny Steve Burgner                            | Chevrolet Camaro                | G      | 369    |
| 26   | GTO    | 04  | Spirit of Brandon            | Henry Brosnaham Robert McElheny Steve Burgner                            | Chevrolet 5.5L V8               | G      | 369    |
| DNF  | GTP    | 17  | Dauer Racing                 | Raul Boesel Al Unser jr. Robby Unser                                     | Porsche 962                     | BF     | 360    |
| DNF  | GTP    | 17  | Dauer Racing                 | Raul Boesel Al Unser jr. Robby Unser                                     | Porsche 3.0L Flat 6 Turbo       | BF     | 360    |
| DNF  | GTP    | 84  | Nissan Performance           | Bob Earl Derek Daly Chip Robinson Geoff Brabham                          | Nissan GTP ZX-Turbo             | G      | 360    |
| DNF  | GTP    | 84  | Nissan Performance           | Bob Earl Derek Daly Chip Robinson Geoff Brabham                          | Nissan 3.0L V6 Turbo            | G      | 360    |
| DNF  | GTU    | 57  | Kryder Racing                | Reed Kryder Henry Camferdam Alistair Oag Phil Pate                       | Nissan 300ZX                    | G      | 354    |
| DNF  | GTU    | 57  | Kryder Racing                | Reed Kryder Henry Camferdam Alistair Oag Phil Pate                       | Nissan 3.0L V6                  | G      | 354    |
| DNF  | GTP    | 83  | Nissan Performance           | Bob Earl Derek Daly Chip Robinson Geoff Brabham                          | Nissan GTP ZX-Turbo             | G      | 327    |
| DNF  | GTP    | 83  | Nissan Performance           | Bob Earl Derek Daly Chip Robinson Geoff Brabham                          | Nissan 3.0L V6 Turbo            | G      | 327    |
| DNF  | Lights | 58  | Gary Wonzer Racing           | Bill Bean Don Abreu Bill Wolfe                                           | Lola T616                       | H      | 322    |
| DNF  | Lights | 58  | Gary Wonzer Racing           | Bill Bean Don Abreu Bill Wolfe                                           | Mazda 1.3L 13B Racing 2R Rotary | H      | 322    |
| DNF  | Lights | 80  | Bieri Racing                 | Martino Finotto Paolo Guatamacchi Loris Kessel                           | Spice SE89P                     | G      | 306    |
| DNF  | Lights | 80  | Bieri Racing                 | Martino Finotto Paolo Guatamacchi Loris Kessel                           | Ferrari 3.0L V8                 | G      | 306    |
| DNF  | GTU    | 00  | Full Time Racing             | Kal Showket Don Knowles Neil Hanneman Mike Davies                        | Dodge Daytona                   | Y      | 280    |
| DNF  | GTU    | 00  | Full Time Racing             | Kal Showket Don Knowles Neil Hanneman Mike Davies                        | Dodge 2.4L I4                   | Y      | 280    |
| DNF  | Lights | 01  | Racecraft International      | Mike Allison Andrew Hepworth Michael Dow George Sutcliffe Chris Hodgetts | Spice SE87L                     | G      | 263    |
| DNF  | Lights | 01  | Racecraft International      | Mike Allison Andrew Hepworth Michael Dow George Sutcliffe Chris Hodgetts | Pontiac 3.0L I4                 | G      | 263    |
| DNF  | GTP    | 99  | All American Racers          | Rocky Moran Drake Olson Juan Manuel Fangio II                            | Eagle HF89                      | G      | 253    |
| DNF  | GTP    | 99  | All American Racers          | Rocky Moran Drake Olson Juan Manuel Fangio II                            | Toyota 2.1L I4 Turbo            | G      | 253    |
| 36   | GTO    | 21  | Budweiser Racing             | Craig Rubright Kermit Upton Daniel Urrutia                               | Chevrolet Camaro                | G      | 247    |
| 36   | GTO    | 21  | Budweiser Racing             | Craig Rubright Kermit Upton Daniel Urrutia                               | Chevrolet 5.5L V8               | G      | 247    |
| DNF  | Lights | 79  | Winters/Whitehall            | Ken Knott Tom Winters Claude Ballot-Léna Thierry Lecerf                  | Spice SE87L                     | G      | 243    |
| DNF  | Lights | 79  | Winters/Whitehall            | Ken Knott Tom Winters Claude Ballot-Léna Thierry Lecerf                  | Pontiac Cosworth 3.0L I4        | G      | 243    |
| DNF  | Lights | 42  | Motorsports Marketing        | Howard Cherry John Higgins Charles Monk Tim McAdam                       | Fabcar CL                       | G      | 242    |
| DNF  | Lights | 42  | Motorsports Marketing        | Howard Cherry John Higgins Charles Monk Tim McAdam                       | Porsche 3.0L Flat 6             | G      | 242    |
| 39   | GTU    | 81  | Racers' Cafe                 | Bob Speakman David Duda Mike Speakman Jim Novotne                        | Datsun 240Z                     | F      | 231    |
| 39   | GTU    | 81  | Racers' Cafe                 | Bob Speakman David Duda Mike Speakman Jim Novotne                        | Nissan 3.0L I6                  | F      | 231    |
| 40   | GTO    | 29  | Overbagh Motor Racing        | Guy Church Mark Montgomery Del Russo Taylor Don Arpin Hoyt Overbagh      | Chevrolet Camaro                | G      | 229    |
| 40   | GTO    | 29  | Overbagh Motor Racing        | Guy Church Mark Montgomery Del Russo Taylor Don Arpin Hoyt Overbagh      | Chevrolet 6.0L V8               | G      | 229    |
| DNF  | GTP    | 30  | Momo                         | Gianpiero Moretti Derek Ball Stanley Dickens                             | Porsche 962                     | G      | 186    |
| DNF  | GTP    | 30  | Momo                         | Gianpiero Moretti Derek Ball Stanley Dickens                             | Porsche 3.0L Flat 6 Twin Turbo  | G      | 186    |
| DNF  | Lights | 92  | Promo Racing                 | Max Schmidt Jim Briody Rusty Schmidt Jorge Mendoza                       | Argo JM19                       | G      | 176    |
| DNF  | Lights | 92  | Promo Racing                 | Max Schmidt Jim Briody Rusty Schmidt Jorge Mendoza                       | Mazda 13B Racing 2R 1.3L Rotary | G      | 176    |
| DNF  | GTO    | 53  | Hi-Tech Coating              | Richard McDill Jim Burt Bill McDill                                      | Chevrolet Camaro                | G      | 145    |
| DNF  | GTO    | 53  | Hi-Tech Coating              | Richard McDill Jim Burt Bill McDill                                      | Chevrolet 5.8L V8               | G      | 145    |
| DNF  | GTU    | 95  | Fastcolor Auto Art           | Bob Leitzinger David Loring Butch Leitzinger                             | Nissan 240SX                    | T      | 167    |
| DNF  | GTU    | 95  | Fastcolor Auto Art           | Bob Leitzinger David Loring Butch Leitzinger                             | Nissan 3.0L V6                  | T      | 167    |
| DNF  | GTP    | 0   | Joest Racing                 | Frank Jelinski Henri Pescarolo Jean-Louis Ricci                          | Porsche 962                     | G      | 145    |
| DNF  | GTP    | 0   | Joest Racing                 | Frank Jelinski Henri Pescarolo Jean-Louis Ricci                          | Porsche 3.0L Flat 6 Twin Turbo  | G      | 145    |
| DNF  | GTU    | 07  | Full Time Racing             | Stu Hayner Robbie Buhl                                                   | Dodge Daytona                   | Y      | 137    |
| DNF  | GTU    | 07  | Full Time Racing             | Stu Hayner Robbie Buhl                                                   | Dodge 2.4L I4                   | Y      | 137    |
| DNF  | GTP    | 33  | Panasonic/Carlos & Charlies  | Bernard Jourdain Jeff Kline Hiro Matsushita                              | Spice SE90P                     | G      | 90     |
| DNF  | GTP    | 33  | Panasonic/Carlos & Charlies  | Bernard Jourdain Jeff Kline Hiro Matsushita                              | Chevrolet 6.0L V8               | G      | 90     |
| DNF  | GTU    | 37  | Mazda Motorsports            | Al Bacon John Hogdal                                                     | Mazda RX-7                      | Y      | 85     |
| DNF  | GTU    | 37  | Mazda Motorsports            | Al Bacon John Hogdal                                                     | Mazda 1.3L Rotary               | Y      | 85     |
| DNF  | Lights | 70  | Paul Reisman Hrg., Inc.      | Paul Reisman Bob Herbert R. J. Valentine                                 | Argo JM16                       | G      | 84     |
| DNF  | Lights | 70  | Paul Reisman Hrg., Inc.      | Paul Reisman Bob Herbert R. J. Valentine                                 | Mazda 13B Racing 2R 1.3L Rotary | G      | 84     |
| DNF  | GTO    | 54  | Race Power                   | Rob Segall Richard Davis Gerre Payvis Bill Cerveney Jeff Davis           | Chevrolet Camaro                | G      | 74     |
| DNF  | GTO    | 54  | Race Power                   | Rob Segall Richard Davis Gerre Payvis Bill Cerveney Jeff Davis           | Chevrolet 5.7L V8               | G      | 74     |
| DNF  | GTO    | 41  | Young Racing                 | Joe Cogbill Mark Gibson Dale Kreider                                     | Chevrolet Beretta               | F      | 67     |
| DNF  | GTO    | 41  | Young Racing                 | Joe Cogbill Mark Gibson Dale Kreider                                     | Chevrolet 5.7L V8               | F      | 67     |
| DNF  | GTO    | 1   | Downing/Atlanta Racing       | Elliott Forbes-Robinson John Morton Pete Halsmer                         | Mazda RX-7                      | G      | 61     |
| DNF  | GTO    | 1   | Downing/Atlanta Racing       | Elliott Forbes-Robinson John Morton Pete Halsmer                         | Mazda 4R 2.1L Rotary            | G      | 61     |
| DNF  | Lights | 40  | Bieri Racing                 | Uli Bieri David Tennyson John Graham                                     | Tiga GT286                      | G      | 58     |
| DNF  | Lights | 40  | Bieri Racing                 | Uli Bieri David Tennyson John Graham                                     | Ferrari 3.0L V8                 | G      | 58     |
| DNF  | GTP    | 23  | DSR Motorsports              | Bill Adam Richard Laporte Scott Goodyear David Seabroke                  | Porsche 962                     | G      | 43     |
| DNF  | GTP    | 23  | DSR Motorsports              | Bill Adam Richard Laporte Scott Goodyear David Seabroke                  | Porsche 3.0L Flat 6 Turbo       | G      | 43     |
| DNF  | GTP    | 16  | Dyson Racing                 | Rob Dyson James Weaver Scott Pruett Vern Schuppan                        | Porsche 962                     | G      | 6      |
| DNF  | GTP    | 16  | Dyson Racing                 | Rob Dyson James Weaver Scott Pruett Vern Schuppan                        | Porsche 3.0L Flat 6 Twin Turbo  | G      | 6      |
| DNS  | GTP    | 3   | Brun Motorsports             | Oscar Larrauri Walter Brun Massimo Sigala                                | Porsche 962                     | Y      | 0      |
| DNS  | GTP    | 3   | Brun Motorsports             | Oscar Larrauri Walter Brun Massimo Sigala                                | Porsche 3.0L Flat 6 Turbo       | Y      | 0      |
| DNS  | GTP    | 6   | Tom Milner Racing            | René Herzog Harald Grohs                                                 | Ford Mustang Probe              | G      | 0      |
| DNS  | GTP    | 6   | Tom Milner Racing            | René Herzog Harald Grohs                                                 | Ford Zakspeed 2.1L I4 Turbo     | G      | 0      |
| DNS  | GTP    | 31  | Momo                         | Costas Los Günter Gebhardt Hellmut Mundas                                | Gebhardt 88 C2                  | G      | 0      |
| DNS  | GTP    | 31  | Momo                         | Costas Los Günter Gebhardt Hellmut Mundas                                | Audi 2.1L I4 Turbo              | G      | 0      |
| DNS  | GTO    | 28  | Raul Garcia                  | Raul Garcia George Garcia                                                | Pontiac Firebird                | G      | 0      |
| DNS  | GTO    | 28  | Raul Garcia                  | Raul Garcia George Garcia                                                | Pontiac 5.8L V8                 | G      | 0      |
| DNS  | GTU    | 18  | Rick Holland                 | Rick Holland Mike Green Dennis Chambers                                  | Mazda RX-7                      | B      | 0      |
| DNS  | GTU    | 18  | Rick Holland                 | Rick Holland Mike Green Dennis Chambers                                  | Mazda 1.3L Rotary               | B      | 0      |
| DNS  | GTU    | 56  | SP Racing                    | Bill Auberlen Nort Northam Cary Eisenlohr Gary Auberlen                  | Porsche 911 Carrera RSR         | ?      | 0      |
| DNS  | GTU    | 56  | SP Racing                    | Bill Auberlen Nort Northam Cary Eisenlohr Gary Auberlen                  | Porsche 3.0L Flat 6             | ?      | 0      |

1962 · 1963 · 1964 · 1965 · 1966 · 1967 · 1968 · 1969 · 1970 · 1971 · 1972 · 1973 · 1974 · 1975 · 1976 · 1977 · 1978 · 1979 · 1980 · 1981 · 1982 · 1983 · 1984 · 1985 · 1986 · 1987 · 1988 · 1989 · 1990 · 1991 · 1992 · 1993 · 1994 · 1995 · 1996 · 1997 · 1998 · 1999 · 2000 · 2001 · 2002 · 2003 · 2004 · 2005 · 2006 · 2007 · 2008 · 2009 · 2010 · 2011 · 2012 · 2013 · 2014 · 2015 · 2016 · 2017 · 2018 · 2019 · 2020 · 2021 · 2022 · 2023 · 2024 · 2025